# Wörth an der Donau
Wörth an der Donau é uma cidade da Alemanha localizado no distrito de Ratisbona, região administrativa de Oberpfalz, estado de Baviera.
A cidade Wörth an der Donau é membro e sede do Verwaltungsgemeinschaft de Wörth an der Donau.